# JSFL
JSFL es el archivo de rutinas JavaScript de la API de Macromedia Flash (JSAPI).

## Sintaxis
Un archivo JSFL es similar al JSF, véalo para más información.

## Integración
Se puede incluir script de JSAPI en la película de flash (*.SWF) para dar interactividad entre los datos del JSAPI y la aplicación.
Esto puede hacerse con el siguiente script:
```
MMExecute
("
__JSAPI__
")

-donde:
     
__JSAPI__
 = es la 
cadena
 del Javascript de Flash
```